# Voglio vivere così (brano musicale)
Voglio vivere così è una canzone popolare italiana composta  nel 1941 da Giovanni D'Anzi e Tito Manlio e interpretata da Ferruccio Tagliavini nell'omonimo film di Mario Mattoli.

## Interpreti
- 1942, Ferruccio Tagliavini nel 78 giri Voglio Vivere Così/Tu Non Mi Lascerai per la Cetra